# Chàng Tõll khổng lồ
Chàng Tõll khổng lồ (tiếng Estonia: Suur Tõll, tiếng Nga: Большой Тылль) là một bộ phim hoạt hình của đạo diễn Rein Raamat, phỏng theo câu chuyện dân gian Estonia về nhân vật có tên là Tõll khổng lồ.

## Vinh danh
- Giải nhất - Liên hoan Phim Quốc tế Varna (1980)
- Giải nhất - Liên hoan phim Vilnius (1981)
- Giải nhất - Lễ hội phim hoạt hình Quốc tế Ottawa (1982)